# 平吻褶鮡
平吻褶鮡，為輻鰭魚綱鯰形目鮡科的其中一種，為熱帶淡水魚類，分布於亞洲中國及越南的紅河流域，體長可達13.2公分，棲息在底層水域，生活習性不明。

## 扩展阅读
維基物種上的相關：平吻褶鮡